# توم لازاروس
توم لازاروس (بالإنجليزية: Tom Lazarus)‏ هو كاتب سيناريو أمريكي، ولد في 5 أكتوبر 1942 في نيويورك في الولايات المتحدة.

## وصلات خارجية
- توم لازاروس على موقع IMDb (الإنجليزية)
- توم لازاروس على موقع ألو سيني (الفرنسية)
- توم لازاروس على موقع قاعدة بيانات الأفلام السويدية (السويدية)
- توم لازاروس على موقع قاعدة بيانات الفيلم (الإنجليزية)
- توم لازاروس على موقع كينوبويسك (الروسية)